# حميد رضا بابائي
حميد رضا بابائي (بالفارسية: حمیدرضا بابایی) هو لاعب كرة قدم إيراني في مركز حراسة المرمى، ولد في 22 أبريل 1975 في إيران. لعب مع نادي استقلال أهواز ونادي استقلال طهران ونادي بكاه كيلان.